# Peter Müller (homme politique)
Pour les articles homonymes, voir Müller et Peter Müller.
Peter Müller, né le 25 septembre 1955 à Illigen, est un homme politique allemand membre de l'Union chrétienne-démocrate d'Allemagne (CDU).
Après des études de droit et une courte carrière de juge, il est élu en 1990 député au Landtag de Sarre. Il devient cinq ans plus tard le chef de l'opposition parlementaire.
Lors des élections de 1999, il conquiert la majorité absolue, la première pour la CDU depuis près d'un quart de siècle. Il est alors investi ministre-président. Il renforce sa majorité en 2004 et caresse l'espoir de devenir ministre fédéral de l'Économie en 2005.
La CDU ayant perdu sa domination au scrutin de 2009, il forme une « coalition jamaïcaine » et entame un troisième mandat. Il renonce en 2011 à la vie politique et entre au Tribunal constitutionnel fédéral.

## Biographie

### Jeunesse et formation
Il grandit à Eppelborn, à l'ouest de sa ville natale, et adhère en 1971 à la Junge Union (JU). Il passe son Abitur trois ans plus tard à Lebach, puis il entreprend en 1975 des études de droit et sciences politiques à l'université de Bonn.

### Carrière et débuts en politique
Il achève ses études en 1983 à l'université de la Sarre, en passant son premier examen juridique d'État, et prend cette même année la présidence de la fédération de la JU dans la Sarre. Il devient parallèlement assistant de recherche au département de droit administratif de son université.
Il réussit son second examen juridique d'État en 1986, ce qui lui permet d'obtenir un poste de juge au tribunal de première instance de Ottweiler. L'année suivante, alors qu'il abandonne la présidence régionale de la JU, il est muté à la cour d'appel de Sarrebruck, tout en prenant un poste de maître de conférences à l'université de la Sarre.

### Ascension
À l'occasion des élections régionales du 28 janvier 1990, il se fait élire député au Landtag, à 34 ans. Il est ensuite choisi comme secrétaire général du groupe parlementaire de la CDU, dans l'opposition et présidé par Peter Jacoby.
En avril 1994, il prend la suite de ce dernier. Environ un an et demi plus tard, en novembre 1995, il est porté à la présidence de la CDU de Sarre, succédant à Klaus Töpfer. Il entre en novembre 1998 à la présidence fédérale du parti.

### Ministre-président de la Sarre

#### Dix années de majorité absolue
Pour les élections régionales du 5 septembre 1999, il est le chef de file de la CDU, face au social-démocrate Reinhard Klimmt. Lors de l'élection, les chrétiens-démocrates totalisent 45,5 % des suffrages exprimés, soit 26 députés sur 51 au Landtag. Ils devancent ainsi le Parti social-démocrate d'Allemagne (SPD) de 1,1 point et 1 siège. C'est alors la première fois depuis 1975 que la CDU est devant le SPD et conquiert la majorité absolue. Peter Müller est investi ministre-président le 29 septembre suivant par les députés régionaux.
Il se présente cinq ans plus tard à sa succession lors des élections régionales du 5 septembre 2004. Avec un résultat de 47,5 % des voix, il augmente sa majorité d'un siège, alors que le SPD s'effondre à 30 % des suffrages. En conséquence, il est investi pour un deuxième mandat par le Landtag le 6 octobre.

#### Un échec fédéral
À l'approche des élections fédérales anticipées du 18 septembre 2005, la présidente de la CDU et candidate de la CDU/CSU à la chancellerie, Angela Merkel, le nomme dans son équipe de campagne comme responsable des questions économiques. En conséquence, il se présente sur la liste régionale lors du scrutin, et obtient un siège au Bundestag. Du fait de la formation d'une grande coalition, le poste de ministre fédéral de l'Économie revient au chrétien-social bavarois Michael Glos. Müller démissionne de son mandat parlementaire le 26 novembre, quatre jours après l'entrée en fonction du nouveau gouvernement.

#### Un troisième mandat en coalition jamaïcaine
Les élections régionales du 30 août 2009, où il se présente pour un troisième mandat consécutif, tournent à la catastrophe pour les chrétiens-démocrates. Leur score chute à 34,5 % des voix, le pire depuis le plancher atteint au scrutin de 1990. Par conséquent, la CDU doit se contenter de 19 sièges sur 51 au Landtag, la gauche se révélant de plus majoritaire avec 27 députés.
Cependant, le SPD et l'Alliance 90 / Les Verts (Grünen) refusent de gouverner avec Die Linke ; Müller entreprend alors des négociations avec le Parti libéral-démocrate (FDP) et les Grünen. Celles-ci aboutissent à la formation de la première « coalition jamaïcaine » de l'histoire allemande. Le 10 novembre, Peter Müller est donc de nouveau investi ministre-président, disposant d'une majorité de 27 députés et exerçant les fonctions de ministre de la Justice du Land.

### Retrait de la vie politique
Au cours du mois de décembre 2010, des rumeurs annonce qu'il pourrait être élu au Tribunal constitutionnel fédéral de Karlsruhe à l'automne 2011, en remplacement d'un magistrat partant à la retraite, sans qu'il ne fasse aucun commentaire. Cette rumeur est confirmée dans la seconde moitié de janvier 2011. Il est alors dit qu'il cédera sa place à Annegret Kramp-Karrenbauer, ministre régionale des Affaires sociales. Il l'annonce personnellement le 22 janvier, déclarant vouloir « relever de nouveaux défis », sans toutefois confirmer son élection comme juge constitutionnel, estimant qu'il y avait « différentes options » s'offrant à lui.
Annegret Kramp-Karrenbauer le remplace à la présidence de la CDU régionale le 28 mai 2011, puis à la direction du gouvernement de la Sarre le 10 août, maintenant la coalition jamaïcaine au pouvoir.
Le 25 novembre, il est effectivement élu juge constitutionnel fédéral par le Conseil fédéral.

### Vie privée
Marié, il est père de trois enfants.